# Bezugsrahmentheorie
Die Bezugsrahmentheorie (englisch: Relational frame theory (RFT)) ist eine psychologische Theorie über menschliche Sprache und Kognition. Sie wurde hauptsächlich von Steven C. Hayes und Dermot Barnes-Holmes in den frühen 80er Jahren entwickelt. Sie basiert auf den philosophischen Wurzeln des funktionalen Kontextualismus und befasst sich mit Kognition und Sprache und deren Interaktion. Eine weitere wichtige Quelle ist die Theorie des sprachlichen Verhaltens nach Burrhus Frederic Skinner.

## Überblick
Die Bezugsrahmentheorie wurde zum ersten Mal 1985 während der Konferenz der Association for Behavior Analysis vorgestellt (so, S. 98), die erste Veröffentlichung erfolgte 1989 als Buchkapitel. 2001 erschien schließlich das erste Buch zum Thema. Die Association for Contextual Behavioral Science (ACBS) wurde 2005 gegründet.
Das umfassende Ziel der Verhaltensforschung, auf die die Bezugsrahmentheorie aufbaut, war es, eine Reihe scheinbar unterschiedlicher psychologischer Phänomene zu integrieren, darunter Reizäquivalenz, Benennen, Verstehen, Analogie, Metapher und Regelbefolgen. Das im Kern definierende Element in all diesen und vielen anderen sprachlichen Aktivitäten ist die Idee, dass Organismen lernen können, relational auf verschiedene Reizereignisse willkürlich zu antworten. Darüber hinaus soll ein solches „Antworten“ den Gesetzen einer Lern- oder Verstärker-Analyse gehorchen.
Die Bezugsrahmentheorie behandelt relationales Antworten als generalisierten Verstärker. Dies deutet auf die Ausbildung multipler Exemplare in der Vergangenheit hin. Die verschiedenen Arten relationalen Antwortens, Bezugsrahmen genannt, werden in drei Eigenschaften definiert: Wechselseitige Bezugnahme (Bidirektionalität), kombinatorische Bezugnahme und Transformation von Reizfunktionen. Bezugsrahmen sind willkürlich anwendbar, werden aber typischerweise nicht notwendigerweise willkürlich angewandt im naturbelassenen Sprachkontext. Vereinfacht ausgedrückt sieht die Bezugsrahmentheorie das Knüpfen von Beziehungen als gelerntes Verhalten. Dies ermöglicht eine Antwort auf ein Ereignis (einen Reiz) unter gleichzeitiger Bezugnahme auf ein anderes Ereignis (Reiz), ohne dass beide Ereignisse (Reize) je direkt miteinander in Beziehung gebracht wurden. Beispiel: Ich meide fette Wurst, auch ohne bei dem Verzehr oder danach je einen Herzinfarkt erlebt zu haben. Dies geschieht möglicherweise aufgrund einer Regel im Kopf wie „Hüte dich vor gesättigten Fettsäuren, sonst riskierst du einen Herzinfarkt“.

Die bedeutendste Anwendung der Bezugsrahmentheorie ist die Akzeptanz- und Commitment-Therapie.
Unterstützung erfährt die Bezugsrahmentheorie derzeit durch über 150 wissenschaftliche Studien. Simon Dymond und Kollegen durchsuchten die Literaturdatenbanken nach Artikeln zur Bezugsrahmentheorie. Sie fanden 174 Artikel, die zwischen 1991 und 2008 in Zeitschriften mit Gutachterverfahren veröffentlicht wurden. 112 dieser Artikel (das sind 64 %) waren nicht-empirische Arbeiten, bei 62 (36 %) handelte es sich um empirische Beiträge. Seit 2001 steigt die Anzahl der Artikel stark an.
Geschwächt wird diese Evidenz durch Schwierigkeiten bei ihrer Anwendung auf relationales Lernen bei Kindern.
Innerhalb der Verhaltensanalyse wird die Bezugsrahmentheorie kontrovers diskutiert. Unter anderem wird ihr eine Abkehr vom wissenschaftstheoretischen Realismus vorgeworfen.

Eine alternative Theorie, die sich ebenfalls mit abgeleiteten Reizbeziehungen befasst, die Primärprozesstheorie von Sidman, macht im Gegensatz zur Bezugsrahmentheorie keine Unterscheidung zwischen Menschen und anderen Lebewesen.

## Eigenschaften von Bezugsrahmen
Es gibt drei Haupteigenschaften des In-Beziehung-Setzens als einer erlernten Verhaltensklasse:
1. Wechselseitige Bezugnahme (Bidirektionalität):
Wenn eine Person in einem bestimmten Kontext lernt, dass A auf eine bestimmte Weise mit B in Beziehung steht, muss sich in diesem Kontext irgendeine Form von Beziehung zwischen B und A ergeben. Wenn zum Beispiel Alan größer ist als Bob, dann muss Bob kleiner als Alan sein.
2. Kombinatorische Bezugnahme:
Wenn eine Person in einem bestimmten Kontext lernt, dass A auf eine bestimmte Weise mit B in Beziehung steht und B auf eine bestimmte Weise mit C, muss sich daraus irgendeine Art von wechselseitiger Beziehung zwischen A und C ergeben. Wenn Bob zum Beispiel größer ist als Charlie, dann ist Alan auch größer als Charlie.
3. Transformation von Reizfunktionen:
Wenn Sie eine Person brauchen, die einen Gegner niederkämpft und Charlie als guter Helfer für so etwas bekannt ist, ist Alan wahrscheinlich noch nützlicher.